# Ґофс Корнер
Ґофс Корнер (англ. Goffs Corner) — невключена територія, розташована в окрузі Кларк, Кентуккі, США.